# What Are You Waiting For?
What Are You Waiting For? är den kristna poppunkgruppen FM Statics första album. Vid slutet av 2006 hade den sålt i mer än 60 000 kopior.

## Låtlista
1. "Three Days Later" - 2:23
2. "Crazy Mary" - 2:47
3. "Something To Believe In" - 2:49
4. "Definitely Maybe" - 2:50
5. "Donna" - 2:16
6. "All The Days" - 2:26
7. "Hold Me Twice" - 2:39
8. "The Notion" - 2:10
9. "October" - 2:50
10. "My First Stereo" - 6:32 (Låten slutar vid 2:52, resten är tom)
11. "Hey Now" - 10:10 (Låten startar vid 6:40 på låt 11) (Bonusspår)

## Medverkande
- Trevor McNevan - sång
- Steven Augustine - trummor
- Justin Smith - basgitarr
- John Bunner - gitarr
- Producent: Aaron Sprinkle (även gitarr)
- Mixer: J.R. McNeely
- Assisterande mixer: Adam McGhie
- Exekutiv producent: Brandon Ebel
- Mastering: Troy Glessner
- Fotograf: David Johnson